# Félicité Wouassi
Félicité Wouassi, née le 7 mai 1961 à Yaoundé au Cameroun, est une actrice française.

## Biographie
Née au Cameroun, Félicité Wouassi quitte ce pays avec ses parents à l'âge de trois ans. Elle grandit au Liberia, puis s'installe en France au début des années 1970. Adolescente, elle connaît ses premières expériences en tant que comédienne en participant à des productions radiophoniques pour RFI et France culture. En 1986, le grand public la découvre dans le film Black Mic-Mac de Thomas Gilou, dont elle joue l'un des rôles principaux. Dans les années qui suivent, elle fait cependant l'essentiel de sa carrière au théâtre.  En 2008, François Dupeyron fait appel à elle pour le rôle principal du film Aide-toi, le ciel t'aidera.
Elle a été nommée chevalier dans l'ordre des Arts et des Lettres en janvier 2010.

## Filmographie sélective

### Cinéma
- 1986 : Black Mic-Mac de Thomas Gilou
- 1988 : Black Mic-Mac 2 de Marco Paul
- 1991 : Tabataba de Francois Koltes
- 1993 : Le Journal de Lady M. d'Alain Tanner
- 1993 : Métisse de Mathieu Kassovitz
- 1993 : Rue Princesse de Henri Duparc
- 1994 : Le Cri du cœur de Idrissa Ouedraogo
- 1994 : La Haine de Mathieu Kassovitz
- 1996 : Assassin(s) de Mathieu Kassovitz
- 2000 :  Bàttu de Cheick Oumar Sissoko
- 2000 :  Le Battement d'ailes du papillon de Laurent Firode
- 2008 :  Aide-toi, le ciel t'aidera de François Dupeyron
- 2008 :  Cliente, de Josiane Balasko

### Télévision
- 1989 : Pause-café pause-tendresse, épisodes 1 et 2 : Félicité
- 2000 : La Vierge noire de Ygaal Nidam
- 2000 : Que reste-t-il... d'Étienne Périer
- 2002 : Les P'tits Lucas de Dominique Ladoge
- 2012 : Chambre 327 de Benoît d'Aubert : Docteur Catherine Vialon
- 2015 : Paris de Gilles Bannier, série TV

## Théâtre
- 1986 : Mhoi-Ceul de Bernard Dadié, lecture Festival d'Avignon
- 1997 : Kinkali d'Arnaud Bedouet, mise en scène Philippe Adrien, Théâtre national de la Colline, Théâtre de Nice
- 2006 : Doute de John Patrick Shanley, mise en scène Roman Polanski, Théâtre Hébertot

## Doublage
- 2007 : Je crois que j'aime ma femme de Chris Rock : Jennifer (Cassandra Freeman)